# هر روز شورش
فیلم مستند هر روز شورش ساخته آرش و آرمان ریاحی، پیوند دهنده کارزارهای مدنی بدون خشونت جهان است. ساخت این مستند حدود ۴ سال طول کشیده است. به گفته آرش ریاحی در آغاز تنها قرار بود که به جنبش اعتراضی مردم ایران در سال ۱۳۸۸ پرداخته شود اما با زیاد شدن اعتراضات مدنی در برخی از کشورهای دیگر، ایده ساخت این فیلم پدید آمد. این مستند در شصت و چهارمین جشنواره فیلم برلین نمایش داده شد و پس از آن نیز در سینماهای آلمان و اتریش اکران شد.

## موضوع فیلم
این فیلم تصویری کلی از کارزارهای مدنی در سراسر جهان و خلاقیت آنها در ابداع راه‌هایی برای اعتراض مدنی می‌دهد. برادران ریاحی در این فیلم از کارزار «وال‌استریت را اشغال کنید» آغاز می‌کنند و بیننده را با اعتراضات مدنی مردم سوریه و «اینا شوچنکو» یکی از بنیانگذاران جنبش فمن آشنا می‌کنند. برادران ریاحی در این مستند گزارشی هم از کارزار ایران تریبونال ارائه می‌دهند.

## جوایز
- جایزهٔ تماشاگران جشنواره فیلم‌های مستند کپنهاگ
- جایزهٔ سینمای صلح در جشنواره فیلم برلین